# أنتشوفتسي
أنتشوفتسي (بالبلغارية: Енчовци)‏ قرية تقع إدارياً ضمن تريافنا في بلغاريا. ويبلغ عدد سكانها 17 نسمة حسب تعداد 15 مارس 2015. تعتمد أنتشوفتسي للبريد على الرمز البريدي 5360 وللاتصالات على رمز الاتصال الهاتفي المحلي 06778.